# Mirilovići
Mirilovići (cyr. Мириловићи) – wieś w Bośni i Hercegowinie, w Republice Serbskiej, w gminie Bileća. W 2013 roku liczyła 133 mieszkańców.